# Веселовское сельское поселение (Северная Осетия)
Весело́вское се́льское поселе́ние — муниципальное образование в Моздокском районе Республики Северная Осетия — Алания.
Административный центр — село Весёлое.

## География
Муниципальное образование расположено в северо-восточной части Моздокского района. В состав сельского поселения входят пять населённых пунктов. Площадь сельского поселения составляет — 85,51 км2.
Граничит с землями муниципальных образований: Веселовское сельское поселение на юго-востоке, Троицкое сельское поселение и Моздокское городское поселение на западе, а также с землями Курского района Ставропольского края на севере и востоке.
Сельское поселение расположено на восточной окраине Кабардинской равнины, в степной зоне республики, Рельеф местности преимущественно волнистый равнинный, со слабыми колебаниями высот. Вдоль долины реки Терек тянутся бугристые возвышенности. Средние высоты на территории муниципального образования составляют около 138 метров над уровнем моря.
Долина реки Терек заняты густыми приречными лесами, затрудняющие подход к реке. Наиболее крупный массив приречного леса, расположенный к юго-востоку от села Ново-Георгиевское и к западу от села Комарово носит название — Алборовский лес и является крупнейшим на территории Моздокского района.
Гидрографическая сеть представлена в основном рекой Терек. Вдоль северо-западной окраины сельского поселения проходит Терско-Кумский канал, а центральной части муниципального образования проходит канал — Бурунный.
Климат влажный умеренный. Среднегодовая температура воздуха составляет +10,7°С. Температура воздуха в среднем колеблется от +23,5°С в июле, до -2,5°С в январе. Среднегодовое количество осадков составляет около 520 мм. Основное количество осадков выпадает в период с мая по июль. В конце лета часты суховеи, дующие территории Прикаспийской низменности.

## История
Статус и границы сельского поселения установлены Законом Республики Северная Осетия-Алания от 5 марта 2005 года № 16-рз «Об установлении границ муниципального образования Моздокский район, наделении его статусом муниципального района, образовании в его составе муниципальных образований - городского и сельских поселений и установлении их границ»

## Население
| 2002  | 2010  | 2011  | 2012  | 2013  | 2014  | 2015  |
| ----- | ----- | ----- | ----- | ----- | ----- | ----- |
| 2260  | ↗2289 | →2289 | ↗2297 | ↗2340 | ↘2321 | ↘2311 |
| 2016  | 2017  | 2018  | 2019  | 2020  | 2021  | 2023  |
| ↗2322 | ↘2311 | ↗2312 | ↘2280 | ↘2261 | ↘2168 | ↘2123 |
| 2024  | 2025  |       |       |       |       |       |
| ↘2107 | ↘2080 |       |       |       |       |       |

Процент от населения района — 2.56 %
Плотность — 24.32 чел./км2.

### Национальный состав
По данным Всероссийской переписи населения 2010 года:
| Народ      | Численность, чел. | Доля от всего населения, % |
| ---------- | ----------------- | -------------------------- |
| осетины    | 1 691             | 73,9 %                     |
| русские    | 400               | 17,5 %                     |
| кабардинцы | 85                | 3,7 %                      |
| другие     | 113               | 4,9 %                      |
| всего      | 2 289             | 100 %                      |

## Состав поселения
| № | Населённый пункт  | Тип населённого пункта       | Население | Доля от населения (%) |
| - | ----------------- | ---------------------------- | --------- | --------------------- |
| 1 | Весёлое           | село, административный центр | ↗863      | 37,6 %                |
| 2 | Дружба            | посёлок                      | ↗31       | 1,2 %                 |
| 3 | Комарово          | село                         | ↘510      | 26,2 %                |
| 4 | Ново-Георгиевское | село                         | ↘717      | 33,0 %                |
| 5 | Осетинский        | посёлок                      | ↘47       | 2,0 %                 |

## Местное самоуправление
Администрация Веселовского сельского поселения — село Весёлое, ул. Хазби Хугаева, 13.
Структуру органов местного самоуправления сельского поселения составляют:
- Глава сельского поселения — Мисетова Светлана Сергеевна.
- Администрация Веселовского сельского поселения — состоит из 7 человек.
- Совет местного самоуправления Веселовского сельского поселения — состоит из 12 депутатов.